# 琴似屯田兵村兵屋跡

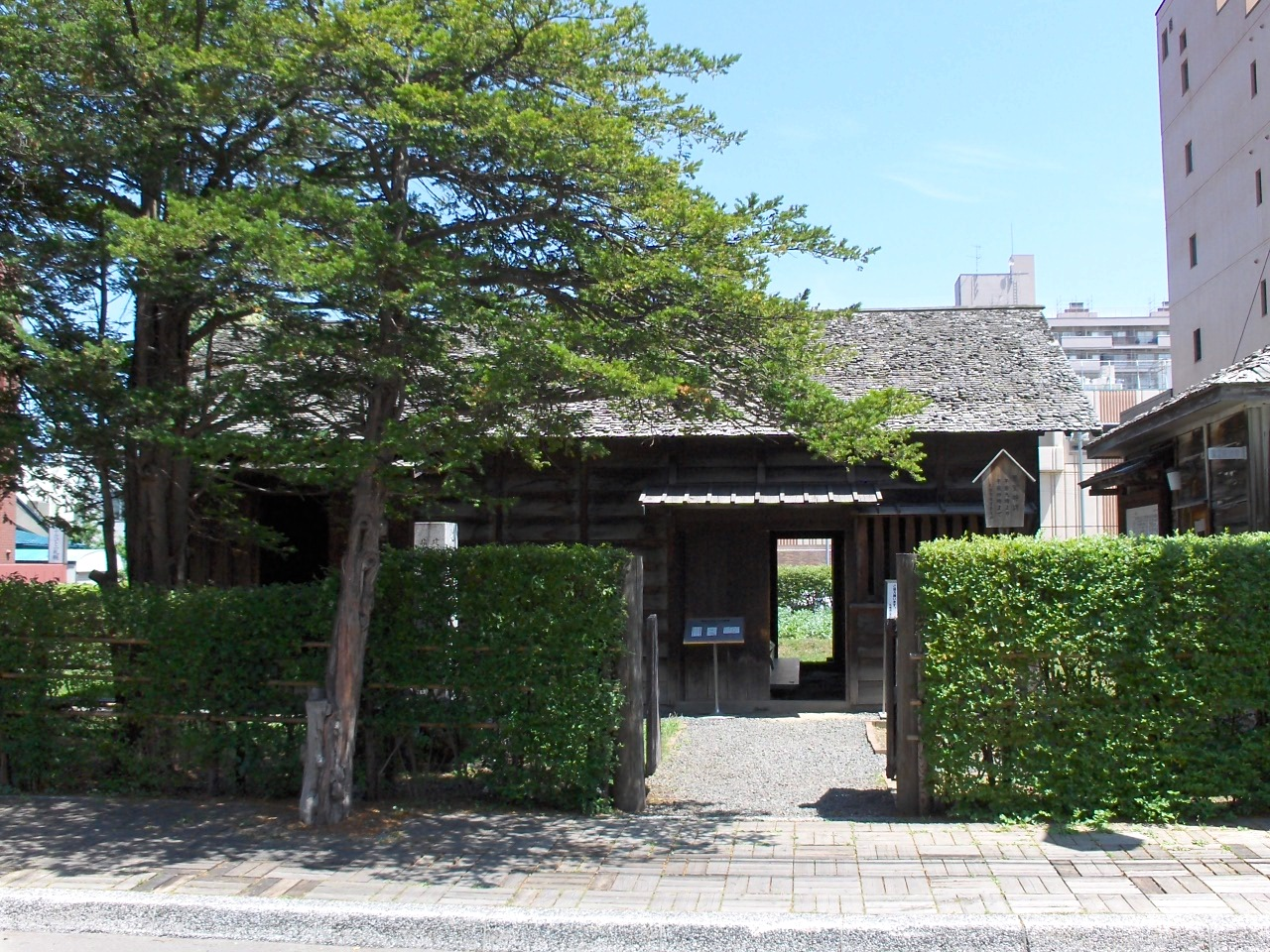
琴似屯田兵村兵屋跡

琴似屯田兵村兵屋跡（ことにとんでんへいそんへいおくあと）は、北海道札幌市にある史跡。明治時代初期、本州からの屯田兵が北海道へ入植する際に居住できるよう建設された、木造の建築物を復元したものである。道路など周辺の土地と共に残されたものであり、琴似に入植した屯田兵の兵村と住んでいた兵屋を理解する上で、重要な遺跡である。1982年に国の史跡に指定された。

## 沿革・概要
琴似屯田兵村は正式名称を「屯田兵第1大隊第1中隊」といい、全部で208戸の兵屋が北側に集中して建設された。現在の兵屋は、この208戸あった兵屋の内の一つを復元したもので、1874年に建設された「第133号兵屋」である。これら建物の主な設計にあたっていたのは開拓使工業局営繕係の岩瀬隆弘と、市内中央区の豊平館を設計したことでも知られる安達喜幸である。当時開拓使の開拓顧問を務めていたお雇い外国人、ホーレス・ケプロンは、天井や壁に白土壁を採用することや、ストーブを取り付けることを提案していたものの却下となった。しかし、当初は兵屋を2軒の長屋にすることを開拓使により計画されていたが、ケプロンの指導により17.5坪の1戸建ての建築物へと変更された。この時建設された兵屋の造りは、屋根に石を置いて作られた当時の一般的な民家よりもはるかに優れたものであった。
1875年に屯田兵が入植した際、この133号兵屋は清野専次郎に与えられた。居住者となった専次郎は宮城県亘理郡小堤村出身の人物であった。指揮官にとって便利になることや、兵士を集合させるのに有利なことから、密集制の配置がとられた兵屋郡には、1戸あたり150坪の住宅地が与えられた。これにより兵屋は農地からやや距離が離れることとなった。
建物は1970年まで同位置に残されていたが、その後1972年に改築・建設当初のまま復元されて現在に至っている。兵屋後はこの復元された133号兵屋のほかにも、建物北東側に畑や土地が当時のまま残っている。札幌市が管理・運営を行うこの史跡は、1982年5月7日に文化財保護法に基づき国の史跡に指定された。また、北海道各地の「屯田兵村と兵屋」のうちの一つとして、第2回選定分の北海道遺産（2004年10月22日公表）に選定されている。建物の入館は無料で、午前9時から午後4時までが開館時間である。

## 関連項目

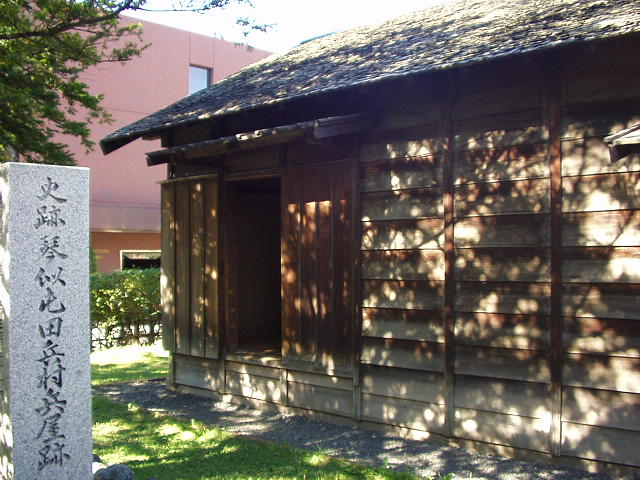
兵屋跡の石標が建物の南西側に建てられている。

## 所在地・アクセス
所在地
- 北海道札幌市西区琴似2条5丁目1番12号。

最寄の地下鉄駅
- 札幌市営地下鉄東西線琴似駅。